# Sei Semayang
Sei Semayang is een bestuurslaag in het regentschap Deli Serdang van de provincie Noord-Sumatra, Indonesië. Sei Semayang telt 25.967 inwoners (volkstelling 2010).